# 遁天神盜
《遁天神盜》（英語：Dhoom）是一部2004年印度印地語動作驚悚片，由桑賈伊·加達維執導，阿迪提亞·喬普拉監製兼故事構思，維賈伊·克里希納·阿查里亞編劇，喬普拉的雅什·拉吉影片公司製作，阿彼錫·巴克罕、約翰·亞伯拉罕、尤代·喬普拉、伊莎·狄爾和利米·森主演。尼拉夫·沙擔任本片的攝影指導，拉梅什瓦爾·S·巴加特（Rameshwar S. Bhagat）負責剪輯，歌曲及配樂分別由普里坦和蘇萊曼—梅尚譜寫。
《遁天神盜》是繼阿迪提亞·喬普拉執導《勝利》（1988年）之後，雅什·拉吉影片公司製作的首部動作片，講述孟買警察聯手當地摩托車好手，以追捕一支四處搶劫鈔票的摩托車幫派。《遁天神盜》2004年8月27日在印度上映，影評界給予表演、動作場面和配樂讚揚，但對劇本提出批評，且認為本片在《玩命關頭》、《死亡飛車》和《瞞天過海》等其他好萊塢系列電影面前，相形見拙。《遁天神盜》商業表現出色，成為2004年票房第三高的印地語電影，之後更獲大批粉絲愛戴。在第50屆印度電影觀眾獎上，《遁天神盜》獲最佳電影、最佳反派（亞伯拉罕）和最佳音樂總監（普里坦）等六項提名，並贏得了最佳剪輯和最佳音效。
本片的成功足以衍生成系列作，推出了數部續集。

## 劇情
卡比爾及其摩托車幫派平日是披薩店員工，但私下會蒙面在孟買的銀行和其他公共場所進行搶劫。高級助理處長傑·迪克西與妻子甜甜搬來城市後不久，受命調查此案，並找上當地摩托車好手兼經銷商阿里·阿克巴爾·法塔赫·罕幫助。卡比爾等人多次甩開警方，成功搶走了大筆鈔票，將傑與阿里耍得團團轉。傑的一次行動失敗後，在大眾面前與阿里打了起來，兩人分道揚鑣；傑也為此辭職。
但卡比爾的同夥洛西被傑殺死，導致他招募了與傑吵架的阿里，阿里答應並愛上了團隊裡的席娜。幫派計劃在果阿進行下次也是最後一次的搶劫，然後分道揚鑣。卡比爾等人在跨年夜搶劫了一家賭場，成功奪走了金庫內的鈔票，但隨後意識到傑把他引入了陷阱。據透露，阿里其實仍與傑合作，兩人假裝吵架，誘導卡比爾將他納入團隊。卡比爾等人利用計劃好的停電逃離警方圍捕。
阿里將希娜扣為人質時，卡比爾到來並毆打了背叛的阿里，接著要求希娜處決他。此時的希娜也喜歡上了阿里而下不了手，傑及時趕來阻止卡比爾開槍。希娜退出幫派，卡比爾則帶著剩餘的三名同夥開著裝著錢的卡車離開，傑和阿里追趕在後。傑和阿里登上卡車後擊敗了他們；車子被停下後，卡比爾則趁機帶著幾袋錢並騎著摩托車再度逃走，但傑和阿里也騎著摩托車圍困對方。卡比爾走投無路之下也不願被傑逮捕，而是騎車衝下懸崖、落於海中自殺。隨後，阿里認為自己能藉由此功勞當上警察，開始與傑爭論了起來。

## 演員
- 阿彼錫·巴克罕飾演高級助理處長傑·迪克西（A.C.P Jai Dixit）
- 約翰·亞伯拉罕飾演卡比爾·夏爾馬（Kabir Sharma）
- 尤代·喬普拉飾演阿里·阿克巴爾·法塔赫·罕（Ali Akbar Fateh Khan）
- 伊莎·狄爾飾演席娜·雷（Sheena Rai）
- 利米·森飾演甜甜·狄西特（Sweety Dixit）
- 馬諾基·喬希（英语：Manoj Joshi (actor)）飾演薛卡·夏爾馬（Shekhar Sharma）
- 亞拉夫·喬德里（英语：Arav Chowdharry）飾演拉烏（Rahul）
- 法里德·阿米里（Farid Amiri）飾演湯尼（Tony）
- 梅胡爾·博賈克（Mehul Bhojak）飾演曼努（Manu）
- 洛西·喬普拉（Rohit Chopra）飾演洛西（Rohit Chopra）
- 帕拉什·杜塔（Palash Dutta）飾演喬圖（Chottu）
- 優素福·海珊（英语：Yusuf Hussain）飾演警察局長

塔塔杨客串演出歌曲〈遁天神盜主題曲〉。

## 製作
阿迪提亞·喬普拉對本片的最初構想為汽車追逐而不是摩托車，直到被桑賈伊·加達維說服；改用摩托車便能在追逐時看到騎手的臉，且加達維年輕時就是個摩托車迷。

## 影響
電影上映後不久，印度就發生了幾起與片中類似風格的銀行搶劫案。

## 外部連結
- 互联网电影数据库（IMDb）上《遁天神盜》的资料（英文）
- 《遁天神盜》的Bollywood Hungama頁面